# Tropidurus torquatus
Tropidurus torquatus là một loài thằn lằn trong họ Tropiduridae. Loài này được Wied-Neuwied mô tả khoa học đầu tiên năm 1820.